# Kevin Amaro
Kevin Johan Amaro Viega (Montevideo, 3 marzo 2004) è un calciatore uruguaiano, difensore del Liverpool (M).

## Caratteristiche tecniche
È un terzino destro.

## Carriera
Amaro è cresciuto nel settore giovanile del Liverpool (M), con cui ha firmato il primo contratto professionistico nel luglio del 2022. Ha debuttato in prima squadra il 1º settembre seguente in Copa Uruguay nell'incontro vinto 2-1 contro il Central Español ed un mese più tardi, il 16 ottobre, ha esordito anche in Primera División contro il Cerro Largo.

## Statistiche

### Presenze e reti nei club
Statistiche aggiornate al 20 aprile 2024.
| Stagione        | Squadra         | Campionato      | Campionato | Campionato | Coppe nazionali | Coppe nazionali | Coppe nazionali | Coppe continentali | Coppe continentali | Coppe continentali | Altre coppe | Altre coppe | Altre coppe | Totale | Totale | Totale |
| Stagione        | Squadra         | Comp            | Pres       | Reti       | Comp            | Pres            | Reti            | Comp               | Pres               | Reti               | Comp        | Pres        | Reti        | Pres   | Reti   |        |
| --------------- | --------------- | --------------- | ---------- | ---------- | --------------- | --------------- | --------------- | ------------------ | ------------------ | ------------------ | ----------- | ----------- | ----------- | ------ | ------ | ------ |
| 2022            | Liverpool (M)   | PD              | 2          | 0          | CU              | 3               | 0               | CS                 | 0                  | 0                  |             | -           | -           | 5      | 0      |        |
| 2023            | Liverpool (M)   | PD              | 1          | 0          | CU              | 3               | 0               | CL                 | 0                  | 0                  | SU          | 0           | 0           | 4      | 0      |        |
| 2024            | Liverpool (M)   | PD              | 9          | 0          | CU              | 0               | 0               | CL                 | 3                  | 0                  | SU          | 1           | 0           | 13     | 0      |        |
| Totale carriera | Totale carriera | Totale carriera | 12         | 0          |                 | 6               | 0               |                    | 3                  | 0                  |             | 1           | 0           | 22     | 0      |        |

## Palmarès

### Club

#### Competizioni nazionali
- Campionato uruguaiano: 1

Liverpool Montevideo: 2023
- Supercoppa uruguaiana: 2

Liverpool Montevideo: 2023, 2024